# Alfreð Finnbogason
En aquest nom islandès, el darrer nom és un patronímic, no pas un cognom. La manera de referir-se a aquesta persona és pel nom de pila.
Alfreð Finnbogason (Grindavík, Islàndia, 1 de febrer de 1989) és un exfutbolista islandès que jugava com a davanter. Es va formar a les categories inferiors del Breiðablik UBK També forma part de la selecció islandesa.

## Trajectòria

### Reial Societat
L'estiu del 2014, després d'haver estat el màxim goledajor de l'Eredivisie va fitxar per l'equip txurriurdin. El jugador islandès va firmar un contracte per quatre temporades i s'especula que l'equip basc va pagar entre vuit i deu milions d'euros.
El seu debut golejador es va fer esperar, no va ser fins al 22 de març del 2015, en la 28a jornada, que va marcar un gol contra el Córdoba CF.

### Olympiakos
L'estiu del 2015, després d'un balanç discret amb la Real Societat, va ser cedit a l'Olympiakos grec. El 23 d'agost del 2015 va debutar en un partit de la primera jornada de la Superliga grega contra el Panionios FC. La seua trajectòria a Grècia no va ser gens reeixida, el jugador només va disputar set partits de lliga i va marcar un gol. D'aquesta manera, després de mig any, va finalitzar la seua cessió.

### FC Augsburg
Després del seu fracàs a Grècia, el jugador va ser cedit a l'Augsburg de la Bundesliga. El jugador va ser cedit amb opció de compra a final de temporada. Aquesta opció de compra va ser exercida per l'equip alemany, així el jugador va passar a ser propietat de l'Augsburg a canvi de 4 milions d'euros. El jugador islandès va signar un contracte per quatre temporades.